# Franco Ricci
Franco Ricci, pseudonimo di Salvatore Sebastiano (Napoli, 18 febbraio 1916 – Napoli, 18 marzo 1997), è stato un cantante e attore italiano.

## Biografia
Franco Ricci, nome d'arte di Salvatore Sebastiano, nacque a Napoli nel popoloso quartiere della Sanità il 18 febbraio 1916.
Dotato di una voce da tenore potente e dai toni morbidi (famose le sue emissioni canore che continuavano, quando scherzava con il suo pubblico, anche a bocca chiusa), si fece notare e apprezzare fin da piccolo, tanto da essere conteso dalle chiese del quartiere.
Sostenuto dalla madre Maria, ma osteggiato inizialmente dal padre Ciro, che lo voleva nella fabbrica di famiglia, il giovane Salvatore, una volta compiuti gli studi regolari, si iscrisse al Conservatorio di San Pietro a Majella, dove iniziò a studiare canto lirico. Ma nel 1940, con l'incombere della seconda guerra mondiale, fu chiamato alle armi e costretto ad abbandonare gli studi. In questo periodo si esibì in spettacoli organizzati per le forze armate. Alla fine del conflitto riprese la sua carriera lirica con diversi concerti al Teatro San Carlo, dei quali il più emblematico fu il Requiem di Berlioz, diretto da Dimitri Mitropoulos. Contemporaneamente, prese parte a diversi concorsi di voci nuove e nel 1945, dopo aver superato brillantemente delle severe audizioni, fu ingaggiato dal maestro Vincenzo Acampora per partecipare alla Piedigrotta Cantanapoli, dove riscosse subito un successo senza precedenti con il motivo Vierno.
Grazie alla trionfale performance, il giovane Salvatore, che nel frattempo aveva cambiato il suo nome in Franco Ricci, fu scritturato dall'etichetta discografica Phonotype di Americo Esposito, per l'incisione di una serie di 78 giri di classici napoletani, oltre al brano Vierno, il cui disco balzò ai primi posti dell'hit parade. Sempre nel 1945, con Mimì Ferrari, Amedeo Pariante e Luciano Valente, prese parte al musical dell'orchestra Colonnese dedicato al cantautore Armando Gill, ottenendo gran successo su tutti i palcoscenici d'Italia, dopodiché presenziò nella Mattinata del Teatro San Carlo, dedicata al poeta e giornalista Roberto Bracco. Debuttò, infine, nella rivista, portando in scena lo spettacolo di Cristofaro Letico Lasciateci campare, con Tecla Scarano ed Enzo Turco.
Nel 1946 conseguì il diploma in canto lirico e, lasciata la Phonotype, passò alla Columbia, con un contratto di oltre dieci anni. Da allora, anche per motivi economici, si dedicò definitivamente alla musica leggera e interpretò per la prima volta la canzone Parlame 'e Napule, scritta da Giuseppe Casillo e musicata dal maestro Manfredo Quintavalle, che riscosse grande successo nazionale e internazionale. Nello stesso anno prese parte alla Piedigrotta Gesa, trovando grandi soddisfazioni con i brani Suspira 'o core e Sospiro di chitarra.
Partecipò, poi, allo spettacolo teatrale Girandola delle Canzoni, con Ugo D'Alessio e Paola Tani, e alla rivista Il lutto si addice all'elettricità, con Eva Nova e Amedeo Pariante. Nel 1947 prese parte alla Piedigrotta Pisano-Cioffi, dove portò al successo i motivi Centenare 'e spine e L'acqua d' 'a fonte, e, nello stesso anno, intraprese la prima di una lunga serie di tournée in America del Nord e in Australia. A teatro debuttò con la rivista Il fanciullo delle manie, con Nino Lembo ed Eva Serao, cui seguì Mettiamoci d'accordo, e poi..., con Eva Nova e Alfredo Frenci. L'anno successivo partecipò alla Piedigrotta Acampora con la canzone 'A porta, mentre, a teatro, si unì alla formazione di Franco Sportelli e Dolores Palumbo e debuttò con la rivista Pronto, con chi canto?, con Amedeo Girard e il Balletto Priss.
Nel 1949 ritornò a New York, dove fu molto acclamato, e, al ritorno, prese parte alla rivista di Gigi Pisano Siamo nati per cantare, con Aldo Tarantino e Tina Castigliana. Sempre nello stesso anno partecipò alla Piedigrotta Pisano-Cioffi, dove propose le canzoni Serenata perduta, Senza parlà e Comm'a 'nu suonno, e fu premiato al concorso di Piedigrotta ENAL per l'interpretazione della canzone Angelarò, tratta dalla Piedigrotta La Canzonetta. Trovò, infine, gran successo alla radio, dove fu protagonista della rubrica Sul mare luccica. Nel 1950 intraprese un'altra trionfale tournée oltreoceano e fu acclamatissimo alla Piedigrotta Gennarelli, dove eseguì i motivi 'Nnammurato 'e Surriento, 'E rrose vonno ammore e Giù dal paradiso. Partecipò, poi, alla rivista I tre moschettieri, con Ugo D'Alessio e Liliana, cui seguì, nello stesso anno, Fate largo, arriviamo noi.
Nel 1951 girò i maggiori palcoscenici della penisola con la rivista Gran varietà, con Laura Sandri, mentre, l'anno successivo, si aggiudicò il primo posto alla prima edizione del Festival della Canzone Napoletana con la canzone Desiderio 'e sole, eseguita in abbinamento con Nilla Pizzi. Alla stessa manifestazione propose anche Lettera napulitana e Voca guagliò, in abbinamento con Achille Togliani, 'E ccampane napulitane, con Nilla Pizzi, e Sarta 'e biancheria, con Gino Latilla. Sempre nel 1952 fu protagonista della Piedigrotta Rendine, ottenendo gran successo con la sanguigna Malavicina. Completò l'anno con una serie di esibizioni alla stazione radio WBNX di New York.
Nel 1953 si aggiudicò, con la composizione Napule 'e sera, il primo premio al Festival Nazionale della Canzone Dialettale di Catania, dopodiché trionfò nella Piedigrotta La Canzonetta, dove propose i motivi Terza Maria, Rosa Rusella, Bella guagliò, Stelletella e Fenestella 'e Marechiaro. Partecipò, poi, alla rivista di Ettore De Mura Passeggiata per Napoli, con Vera Nandi e Franco Sportelli. Nel 1954, su richiesta del grande Totò, fu il primo cantante napoletano chiamato al Festival di Sanremo, dove si aggiudicò il terzo premio con la canzone di Mario Ruccione ...e la barca tornò sola, eseguita in abbinamento con Gino Latilla. Nello stesso anno trovò, ancora una volta, gran successo al Festival della Canzone Napoletana, dove si classificò al secondo posto con la canzone Tre rundinelle, sempre in abbinamento con Gino Latilla. Alla stessa rassegna musicale propose i brani Ddoie lacreme e Balcone chiuso, entrambi ancora in abbinamento con Gino Latilla. Si classificò, poi, al sesto posto, con la canzone Catene, al Festival Nazionale della Canzone Dialettale di Catania e, nella stessa manifestazione, vinse il premio della critica per i brani Le case lendane e Lu "mazzemarello", entrambi esclusi dalla finale. Ancora nello stesso anno partecipò al Festival della Canzone Italiana di Parigi e all'Ondina, sagra canora organizzata dal quotidiano Sport Sud, dove interpretò Pulecenella e Balcone chiuso. Debuttò, poi, nel cinema, girando il film di Armando Fizzarotti Napoli è sempre Napoli, e partecipò alla Piedigrotta Argoss e alla Settimana motonautica, sagra canora organizzata dal quotidiano Il Mattino, dove eseguì 'Ncantesimo, canzone tratta dalla colonna sonora del film Un marito per Anna Zaccheo. Completò l'anno girando l'Italia con la messinscena della rivista Canzoni di ogni tempo, con Grazia Gresi e Nunzio Gallo.

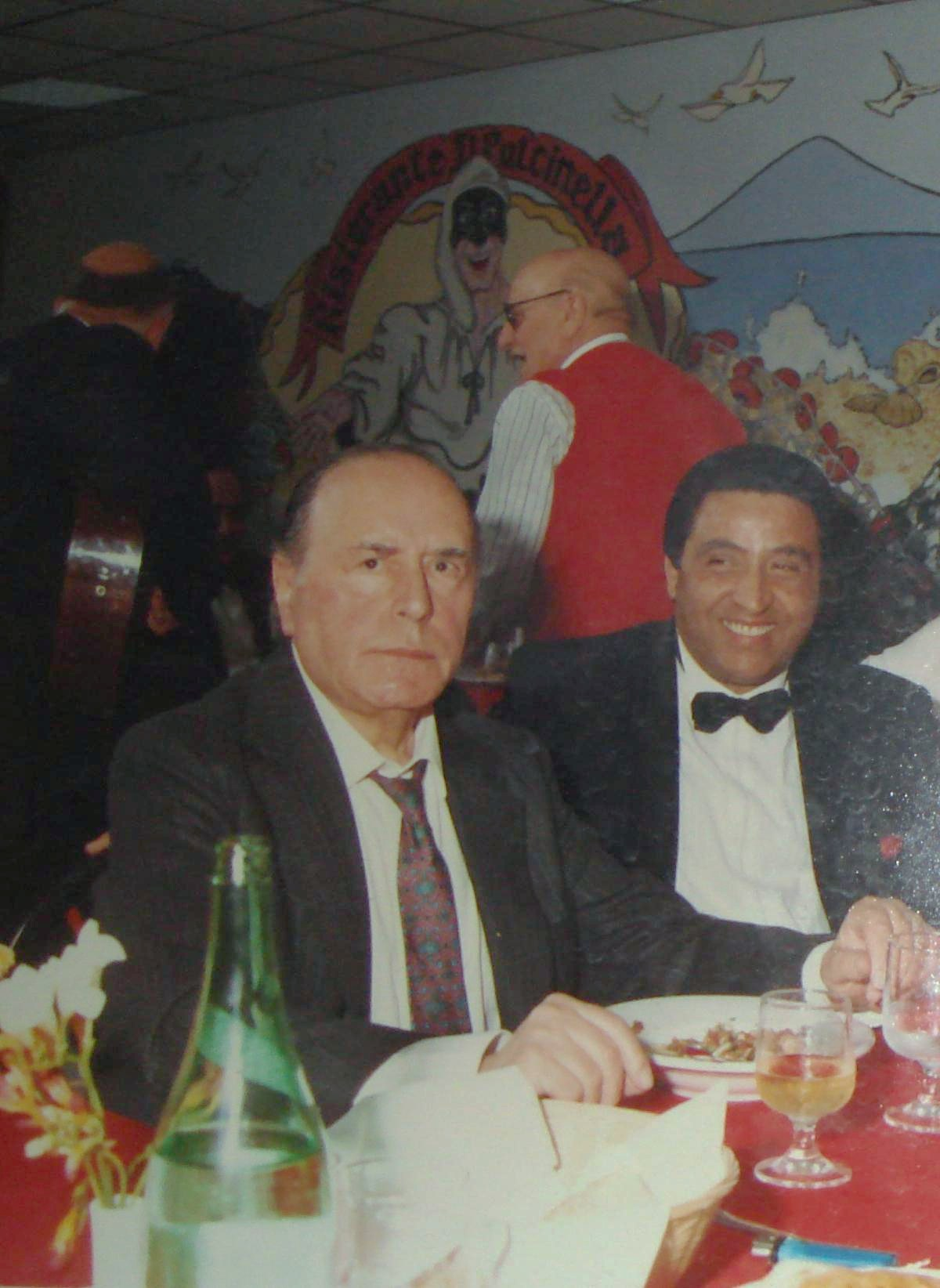
Franco Ricci e Mario Trevi nella trasmissione Mezzo secolo di canzoni (ottobre 1989)

Nel 1955 prese parte sia alla Piedigrotta Pisano-Cioffi, dove lanciò le canzoni 'A sberressa e Stornelli napoletani, che alla Piedigrotta Rendine, dove propose T'è piaciuta, brano ripreso e portato al successo da Renato Carosone. Continuò, inoltre, ad esibirsi alla radio con l'orchestra Anepeta e trovò l'ennesima soddisfazione al terzo Festival della Canzone Napoletana, interpretando i brani 'A luna chiena, Curiosità e 'Nnammuratella mia, tutti eseguiti in abbinamento con Gino Latilla. Ritornò, poi, all'Ondina con i motivi Granada, 'A luna chiena e 'O mare 'e Margellina, proseguendo l'anno con la vittoria della Caravella d'Oro a Genova. Partecipò, infine, alla pellicola di Luigi Capuano La rossa e alla colonna sonora del film di Giorgio Pàstina 'Na sera 'e maggio, con Barbara Florian e Gianni Glori.
Nel 1956, dopo aver preso parte alla Piedigrotta Rendine con la canzone Arri arri cavalluccio, si classificò terzo al quarto Festival della Canzone Napoletana con il brano Dincello tu, eseguito in abbinamento con Claudio Villa. Alla stessa manifestazione propose anche Passione amara, sempre in abbinamento con Claudio Villa, Pota, pò, in duetto con Pina Lamara e in abbinamento con Aurelio Fierro e Mara Del Rio, e Te voglio fa vasà, in abbinamento con Nunzio Gallo. Debuttò poi a teatro nella compagnia di Amedeo Girard e Liliana con la rivista Signori si canta, che ottenne gran successo, dopodiché portò in scena la commedia musicale Una bella trovata, con Agostino Salvietti e Luisella Viviani, e Si televede a Napoli, con Liana Montalbo e il Trio Convers. Infine, volò nuovamente a New York, dove fu acclamatissimo. Nel 1957 partecipò alla seconda edizione di Canzonissima, trasmissione televisiva abbinata alla Lotteria di Capodanno, per l'occasione intitolata Voci e volti della fortuna, e prese parte alla Piedigrotta Giba, dove propose i brani Cuzzechè, Bello scicco e cantatore e Doce e amaro. Partecipò, poi, alla Piedigrotta Bideri, portando al successo le canzoni Femmena 'e lusso, Guappetiello 'e tutt' 'e sere e, in duetto con Nicla Di Bruno, L'ammore è 'na cannela. L'anno successivo, dopo aver svolto un'altra tournée oltreoceano, partecipò sia al secondo Festival della Canzone di Lavello, che alla Settimana motonautica, dove propose la delicata barcarola 'O mare 'e Margellina. Debuttò, poi, nella Piedigrotta Cioffi, dove propose i motivi Bene perduto e Frennesia.
Nel 1959 ritornò al cinema partecipando alla pellicola di Raffaello Matarazzo Cerasella, con Mario Girotti, Mario Carotenuto e Lia Zoppelli, e, nello stesso anno, partecipò al settimo Festival della Canzone Napoletana, vincendo il secondo premio con la canzone Padrone d' 'o mare, eseguita in abbinamento con Elio Mauro. Meno fortunata la canzone Stella furastiera, eliminata in prima serata, nonostante i pronostici della vigilia. Entrambi i brani festivalieri furono riproposti alla Settimana motonautica. A teatro si unì alla compagnia di rivista di Pippo Volpi e Pia Velsi, partecipando anche al varietà finale.
Nel 1960 debuttò con il musical Marechiaro, realizzato in occasione della celebrazione di Salvatore Di Giacomo, dove interpretò Luna nova, dopodiché partecipò allo spettacolo musicale Festa della Canzone, con Nunzio Gallo, Grazia Gresi e Alfredo Jandoli. Dopo anni di grandi successi, ruppe il contratto discografico con l'etichetta Columbia per passare all'Arcobaleno di Cesare Ruggiero, che lo iscrisse, nel 1961, al nono Festival della Canzone Napoletana, dove eseguì i motivi 'N'ata dummeneca e Comme cantava Napule, in abbinamento con Wanda Romanelli e Teddy Reno.
L'anno successivo prese parte alla rivista di Ettore De Mura Festival dei Festival, dove ripropose l'accorata Desiderio 'e sole, suo personalissimo successo, mentre nel 1964 ritornò in televisione nel programma di Glauco Pellegrini Preludio napoletano, dove interpretò antiche ballate partenopee.
Per tutti gli anni sessanta Ricci svolse la sua attività soprattutto all'estero, dove fu molto acclamato. In Canada e negli Stati Uniti divenne una vera star, in particolare si esibì con gran successo a New York, Chicago, Boston, Filadelfia, Brooklyn, Sydney, Adelaide e Melbourne. Ritornò ai concorsi canori nel 1967, quando prese parte alla sesta edizione della Barca d'Oro, la due giorni della canzone italiana e napoletana organizzata dal mensile L'Eco della Ribalta, e nel 1969, quando partecipò, con l'etichetta SDM, al diciassettesimo Festival della Canzone Napoletana con il brano 'St'ammore, eseguito in coppia con Gino Di Procida. Poi, dopo aver presenziato il Gran Premio di Piedigrotta del 1971, stanco della vita di girovago, si ritirò a vita privata, dedicandosi con serietà alla pittura. Ritornò alla discografia nel 1981, quando, per l'etichetta La Canzonetta Record, partecipò al Festival di Napoli della DAN, dove si aggiudicò il premio della critica per l'interpretazione del motivo Cara Maria. Dopo questa performance, apparve spesso in televisione in programmi di revival.
Franco Ricci morì improvvisamente a Napoli la sera del 18 marzo 1997, un mese dopo la sua ultima apparizione televisiva, nel programma Ci vediamo in TV di Paolo Limiti.

## Discografia parziale

### Album
- 1952 – Festival Napoletano della Canzone (Columbia, QS 6001)
- 1954 – 2º Festival Napoletano della Canzone (Columbia, QS 6018)
- 1955 – 3º Festival Napoletano della Canzone (Columbia, QS 6056)
- 1956 – 4º Festival Napoletano della Canzone (Columbia, QS 6083)
- 1957 – 5º Festival Napoletano della Canzone (Columbia, QP 4024)
- 1957 – Cuore e mare di Napoli (Columbia, QS 6024)
- 1958 – Qui Sorrento (Columbia, QS 6068)

### Singoli
- 1945 – Vierno/Quann'ero guaglione (Phonotype, EC 726)
- 1945 – Munasterio 'e Santa Chiara/Bugiarda amata (Phonotype, EC 729)
- 1946 – Trasmette Napoli.../Serenata serena (Columbia, D 13307)
- 1946 – Rundinella/Si 'nfama (Columbia, D 13308)
- 1946 – Lacreme/'O sole 'e Napule (Columbia, D 13309)
- 1946 – Malombra mia/St'ammore nuosto (Columbia, D 13310)
- 1946 – Parleme 'e Napule/Bbona furtuna (Columbia, D 13311)
- 1946 – Nun 'mme lassà!/Sempe (Columbia, D 13312)
- 1946 – Duje core 'nnammurate/Varca lucente (Columbia, D 13313)
- 1946 – Chhiù 'ncatenato a tte!/Campà e murì (Siconda canzone appassiunata) (Columbia, D 13314)
- 1946 – Speranza perduta/Smania d'ammore (Columbia, D 13315)
- 1946 – Inferno/P'a' stessa strada (Columbia, D 13348)
- 1946 – Scorre il fiume/Quando la luna (gioca a nascondarella) (Columbia, D 13350)
- 1946 – Serenatella a spasso/Canto a Siviglia (Columbia, D 13351)
- 1946 – Chitarrata a chi dorme/Sunnanno a Pusilleco (Columbia, D 13352)
- 1946 – Settembre è passato/Napoletana (quando nascesti tu) (Columbia, D 13353)
- 1946 – Veleno amaro/Tu nun' o ppuò capì...! (Columbia, D 13354)
- 1947 – Addio mia bella Napoli/Bugiarda amata (Columbia, CQ 1592)
- 1947 – 'E ggrare d'o Petraro/Capri azzurra (Columbia, CQ 1598)
- 1947 – Silenzio cantatore/'O mare canta (Columbia, CQ 1599)
- 1947 – Maggio/'Nammurata d'e rrose (Columbia, CQ 1600)
- 1947 – Canzuncella 'e malavita/Core 'ncatenato (Columbia, CQ 1616)
- 1947 – L'ultima sera/Chella ca me vo' bene (Columbia, CQ 1617)
- 1947 – Miercuri' d'ammore/Parole ca se dicene (Columbia, CQ 1618)
- 1947 – E dimme.../Canzone amara (Columbia, CQ 1619)
- 1947 – 'A canzone d'a pizza/'O sisco (Columbia, CQ 1620)
- 1947 – Mellunà/Balcunciello a Margellina (Columbia, CQ 1621)
- 1947 – Mattutina/Come il vento (Columbia, CQ 1622)
- 1947 – Napulitanamente/Telefonate alla questura (Columbia, CQ 1623)
- 1947 – Malincunia 'e stu core/Nennella (Columbia, CQ 1624)
- 1947 – Napoli tutta lacrime/Canto per te (Columbia, CQ 1625)
- 1947 – Marenaro c'aspetta/Scrive 'a stu core (Columbia, CQ 1626)
- 1947 – Stella mattutina/Prumessa 'e sposa (Columbia, CQ 1627)
- 1947 – Centenare 'e spine/L'acqua d' 'a fonte (Columbia, CQ 1628)
- 1947 – Fiora ohè!/Salutatemi Posillipo (Columbia, CQ 1629)
- 1947 – Mamma Madonna/Parola mia (Columbia, CQ 1630)
- 1947 – Teresinella/Stella mattutina (Columbia, CQ 1631)
- 1947 – Mare/Via nova (Columbia, CQ 1646)
- 1947 – Serenatella 'a na cumpagna e scola/Teresinella (Columbia, CQ 1647)
- 1948 – Dint'o cafè/Nuttata (Columbia, CQ 1747)
- 1948 – 'A porta/Vuto 'e mamma (Columbia, CQ 1748)
- 1948 – Bocca bella/Sturnelliatella (Columbia, CQ 1749)
- 1948 – Telegramma/Zompa la farfalletta (Columbia, CQ 1750)
- 1948 – Fronna/Perdutamente (Columbia, CQ 1751)
- 1948 – Vintun'ore/Tramonto 'a Napule (Columbia, CQ 1752)
- 1948 – 'E rrose parlano/Me ne moro (Columbia, CQ 1753)
- 1948 – Stazione/Sorrento (Columbia, CQ 1754)
- 1948 – L'ultima serenata/Ha un nome forestiero (questa via) (Columbia, CQ 1755)
- 1948 – Mia/Napulitano 'e ll'estero (Columbia, CQ 1756)
- 1948 – Cennere/Carruzzella 'e notte (Columbia, CQ 1757)
- 1949 – Spont' 'o sole/Nun se pigliasse collera... (Columbia, CQ 1925)
- 1949 – Fermete, oj core/Angelarò (Columbia, CQ 1926)
- 1949 – Nun sì ll'ammore!.../Balcune 'e Napule (Columbia, CQ 1927)
- 1949 – Addio, scampolo!.../Centomila baci (Columbia, CQ 1928)
- 1949 – Fatte pittà/Anella, anella... (Columbia, CQ 1929)
- 1949 – Senza parlà/Si tu nun tuorne (Columbia, CQ 1930)
- 1949 – Serenata perduta/Comm'a nu suonno (Columbia, CQ 1931)
- 1949 – Canzone emigrante/Prima lettera d'ammore (Columbia, CQ 1932)
- 1949 – Mai cchiù/Non piangere (Columbia, CQ 1933)
- 1949 – 'O tiempo/Ammore santo (Columbia, CQ 1934)
- 1949 – Orlando/Rossarò (Columbia, CQ 1935)
- 1949 – Ammore luntano/Chitarra addurmuta (Columbia, CQ 1936)
- 1949 – Santarella/'O treno (Columbia, CQ 1937)
- 1949 – Carcerato/Malavita! (Columbia, CQ 1955)
- 1949 – 'A sirena/Quanno tramonta 'o sole (Columbia, CQ 1961)
- 1949 – I' te vurria vasà.../Che t'aggia dì! (Columbia, CQ 1962)
- 1949 – Qui, sotto il cielo di Capri.../T'aspetto (Columbia, CQ 1963)
- 1949 – L'addio/Torna (Columbia, CQ 1964)
- 1949 – Rosso di sera/Destino 'e marinare (Columbia, CQ 1965)
- 1950 – Persiane/Scusatemi tanto (Columbia, CQ 2087)
- 1950 – Nnammurata 'e Surriento/'E rrose vonno 'ammore (Columbia, CQ 2088)
- 1950 – Palazziello/Nun m'aspettasse cchiù... (Columbia, CQ 2089)
- 1950 – Luna rossa/...Giù dal Paradiso (Columbia, CQ 2090)
- 1950 – Primma 'e spusà/E non sta bene (Columbia, CQ 2091)
- 1950 – Scuordatella/Ddoie buscie (Columbia, CQ 2092)
- 1950 – Lasciatemi passare/Papà (Columbia, CQ 2093)
- 1950 – Vommero profumato/Bbuonu guaglione (Columbia, CQ 2094)
- 1950 – Chi dice Napule/Venite a Napoli! (Columbia, CQ 2095)
- 1950 – Martellacore/Russetto (Columbia, CQ 2096)
- 1950 – Vicoletti di Toledo/Spont' 'o sole (Columbia, CQ 2101)
- 1951 – Nenna, nè!/Quando stongo cu tte (Columbia, CQ 2144)
- 1951 – 'A 'nnammurata mia.../Anema e core (Columbia, CQ 2145)
- 1951 – Napule canta/Core 'ngrato (Columbia, CQ 2146)
- 1951 – Marechiare/M'miez 'o ggrano (Columbia, CQ 2147)
- 1951 – Voce 'e notte!/Torna a Surriento (Columbia, CQ 2148)
- 1951 – Totonno 'e Quagliarella/Guapparia (Columbia, CQ 2149)
- 1951 – Torna maggio!/'O sole mio! (Columbia, CQ 2150)
- 1951 – 'A voce 'e mamma/'A vocca 'e Cuncettina (Columbia, CQ 2208)
- 1951 – Dduie mare/Catena d'oro (Columbia, CQ 2209)
- 1951 – Vetri di sentinella/Vocca bella (Columbia, CQ 2210)
- 1951 – Sette bellizze/Poveru cafunciello (Columbia, CQ 2211)
- 1951 – Sotto 'e culonne/Quanta nomme (Columbia, CQ 2212)
- 1951 – Te scuorde 'o bbene/Veste 'e sposa (Columbia, CQ 2213)
- 1951 – Voce d' 'o mare/Malazingara (Columbia, CQ 2214)
- 1951 – Pezzullo 'e Paraviso.../Sotto 'o sole (Columbia, CQ 2215)
- 1951 – Chella busciarda/'A forma d' 'a scarpa toia! (Columbia, CQ 2216)
- 1951 – Sulitaria/Pusilleco (Columbia, CQ 2217)
- 1951 – Uocchie 'e brillante/'O paese cchiù bello (Columbia, CQ 2218)
- 1951 – Sole grigio/Senza speranza (Columbia, CQ 2219)
- 1951 – 'A sigaretta/Faccella 'e santa (Columbia, CQ 2220)
- 1952 – Nemica/So 'nnammurato 'e te!... (Columbia, CQ 2311)
- 1952 – Lettera d'America/Anema mia (Columbia, CQ 2312)
- 1952 – 'Stu marciapiede 'e Napule/Casa mia (Columbia, CQ 2313)
- 1952 – Cielo 'e Surriento/Che songo 'e rrose? (Columbia, CQ 2314)
- 1952 – Aggio perduto o suonno/Stelle e lacrime (Columbia, CQ 2315)
- 1952 – Madonna delle rose/Perché le donne belle (Columbia, CQ 2316)
- 1952 – Vola colomba/La collanina (Columbia, CQ 2338)
- 1952 – Un disco dall'Italia/Vecchie mura (Columbia, CQ 2339)
- 1952 – Rosanera/'Nnammurato sfurtunato (Columbia, CQ 2385)
- 1952 – Mamma Schiavona/Sole 'e vierno (Columbia, CQ 2386)
- 1952 – Malavicina/Jammo belle!... (Columbia, CQ 2387)
- 1952 – Le canzoni/Bella si tu vuo' sape' (Columbia, CQ 2388)
- 1952 – Canzone amalfitana/Vommero (Columbia, CQ 2389)
- 1952 – 'Mmasciata 'e gelusia/Viarella appesa (Columbia, CQ 2390)
- 1952 – Vuto argiento/Rossa malupina (Columbia, CQ 2391)
- 1952 – Canzuncella 'a 'na sposa/Tuosseco (Columbia, CQ 2392)
- 1952 – Desiderio 'e sole/Varca lucente (Columbia, CQ 2422)
- 1952 – 'E campane napulitane/Nustalgia (Columbia, CQ 2423)
- 1952 – 'O principe indiano/'E cummarelle (Columbia, CQ 2424)
- 1952 – Voca, guagliò!/Lettera napulitana (Columbia, CQ 2425)
- 1952 – Sarta 'e biancheria/'A litoranea (Columbia, CQ 2426)
- 1952 – Peccato cunfessato/Tantillo 'e bbene (Columbia, CQ 2427)
- 1952 – M'arrubbaie 'nu raggio 'e sole/Scialletto niro (Columbia, CQ 2428)
- 1952 – Ammore è sentimento/Vita mia (Columbia, CQ 2429)
- 1953 – Viale d'autunno/La mamma che piange di più (Columbia, CQ 2514)
- 1953 – Lasciami cantare una canzone/Papà Pacifico (Columbia, CQ 2515)
- 1953 – Santa Lucia luntana/Palomma 'e notte (Columbia, CQ 2516)
- 1953 – Meglio nun parlà/Te sto aspettanno (Columbia, CQ 2517)
- 1953 – Ce simmo appiccecate/'O pazzariello (Columbia, CQ 2518)
- 1953 – Presentimento/Maggio, si' tu! (Columbia, CQ 2519)
- 1953 – 'Ncatenato d' 'o mare/Va, voca luntano (Columbia, CQ 2520)
- 1953 – Canzona marenaresca/Napule ca se ne va!... (Columbia, CQ 2521)
- 1953 – Fenestella 'e Marechiaro/Guaglione 'e pianino (Columbia, CQ 2564)
- 1953 – Terza Maria/Rosa Rusella (Columbia, CQ 2566)
- 1953 – 'Na vocca 'e femmena/Scarpellino (Columbia, CQ 2567)
- 1953 – Stelletella/Bella guagliò (Columbia, CQ 2568)
- 1953 – 'Mbrellino 'e seta/'O limmo e 'o limone (Columbia, CQ 2569)
- 1953 – Giuramento/Nun si 'na 'nnammurata (Columbia, CQ 2570; lato A con Rosetta Dei)
- 1953 – Carmè, Carmè/Pasquale militare (Columbia, CQ 2572)
- 1953 – Parlammece cu 'e vase/'A Pusilleco cu tte! (Columbia, CQ 2573)
- 1953 – Napule 'e sera/Comme te pozzo scurdà (Columbia, CQ 2574)
- 1953 – Eternamente (Arlecchinata)/Da quando sei mia (Columbia, CQ 2592)
- 1953 – Indifferente/Senza sole... e senza rose! (Columbia, CQ 2607)
- 1953 – 'O ricciulillo d' 'a 'Nfrascata/Nun te chiamme Maria (Columbia, CQ 2608)
- 1953 – Ischia: parole e musica/Luna caprese (Columbia, CQ 2613)
- 1953 – 'E male lengue/Nisciuno (Columbia, CQ 2614)
- 1953 – Maria Rosa/Margellina blu (Columbia, CQ 2615)
- 1953 – Serenatella 'o sole/'A musica d' 'o mare (Columbia, CQ 2616)
- 1953 – Luntano 'a tte/Vocca amarena (Columbia, CQ 2617)
- 1953 – Giuramento/Bene annascuso (Columbia, CQ 2643; lato A con Rosetta Dei)
- 1954 – ...E la barca tornò sola/Con te! (Columbia, CQ 2691)
- 1954 – Tutte le mamme/...E la barca tornò sola (Columbia, CQ 2706)
- 1954 – "Arri! Arri! Cavalluccio"/Povero muntanaro (Columbia, CQ 2718)
- 1954 – Balcone chiuso/Che d' 'e l'ammore (Columbia, CQ 2743)
- 1954 – Ddoje lacreme/Speranza (Columbia, CQ 2744)
- 1954 – Tre rundinelle/Canta cu mme!... (Columbia, CQ 2745)
- 1954 – Suonno d'ammore/'Na chitarra sta chiagnenno (Columbia, CQ 2746)
- 1954 – Mannaggia 'o suricillo!../Serenata, embè (Columbia, CQ 2747)
- 1954 – Le case lendane/"U i era al viol" (C'erano le viole) (Columbia, CQ 2807; lato B cantato da Enzo Amadori)
- 1954 – Lu "mazzemarello"/Catene (Columbia, CQ 2808)
- 1954 – Capillo riccio/Tra veglia e suonno (Columbia, CQ 2823)
- 1954 – 'O ferrariello/Sturnellatella (Columbia, CQ 2824)
- 1954 – 'E curalle (d'a Torre 'o Grieco)/Chella ca sfronna 'e rrose (Columbia, CQ 2825)
- 1954 – Napule mio/'A canzone 'e Santa Lucia (Columbia, CQ 2830)
- 1954 – Fantasia a mare/Nostalgia di mandolini (Columbia, CQ 2831)
- 1954 – 'O mare 'e Margellina/Uocchie c'arraggiunate (Columbia, CQ 2832)
- 1954 – Maggio napulitano/Tutto è niente (Columbia, CQ 2833)
- 1954 – Ll'eco 'e 'n'ammore fernuto/Scapricciatiello (Columbia, CQ 2834)
- 1954 – Nustalgia 'e 'nnammurato/Maria d' 'a Sanità (Columbia, CQ 2835)
- 1954 – Sciurillo argiento/'O palummaro (Columbia, CQ 2836)
- 1954 – Cu 'a bbona manera/Carmela Catena (Columbia, CQ 2837)
- 1954 – 'A gelusia/Serenata a muglierema (Columbia, CQ 2838)
- 1954 – 'A muntagna d' 'a felicità/Faito... (Columbia, CQ 2839)
- 1954 – 'Nnammuratella/Kinghi-Kinghi e Kinghi-Ku ('E giappunise a Napule) (Columbia, CQ 2840)
- 1954 – Vocca pittata/'O maruzzaro (Columbia, CQ 2862)
- 1954 – Catina, Cati/Tammurriello surrentino (Columbia, CQ 2863)
- 1954 – Totonno 'o piscatore/A poco a poco a poco (Columbia, CQ 2864)
- 1954 – Signora parlatemi di Napoli/Sirena di Posillipo (Columbia, CQ 2865)
- 1954 – Aummo... aummo.../Mandulinata a te (Columbia, CQ 2870)
- 1954 – Nun me scetà/'Ncopp' 'a ll'onna (Columbia, CQ 2871)
- 1954 – Mandulinata a Napule/'Na sera 'e maggio (Columbia, CQ 2872)
- 1954 – Che songo 'e rrose?/Cielo 'e Surriento (Columbia, CQ 2882)
- 1955 – Buongiorno tristezza/Il torrente (Columbia, CQ 2938)
- 1955 – Incantatella/Un cuore (Columbia, CQ 2939)
- 1955 – Souvenir d'Italie/Addio pe' sempe (Columbia, CQ 2955)
- 1955 – Lettera a Napule/Sole di maggio (Columbia, CQ 2956)
- 1955 – Luna janca/Comme te l'aggi 'a ddi (Columbia, CQ 3022)
- 1955 – Curiosità/Chiagneno pure ll'onne (Columbia, CQ 3023)
- 1955 – 'A luna chiena/'E stelle 'e Napule (Columbia, CQ 3024)
- 1955 – 'Nnammuratella mia/'E llampare (Columbia, CQ 3025)
- 1955 – 'O nzisto/Se chiamma veleno (Columbia, CQ 3076)
- 1955 – Spatella argiento/Sette vote... sette lune! (Columbia, CQ 3077)
- 1955 – Voce 'e Paravise/Suspirata 'e maggio (Columbia, CQ 3079)
- 1955 – Sole giallo/Si me scordo 'e te (Columbia, CQ 3080)
- 1955 – Zengariello 'nnammurato/'A sberressa (Columbia, CQ 3084)
- 1955 – Sulamente chella/Luna lunella (Columbia, CQ 3085)
- 1955 – Ll'onne/Ll'urdemo zampugnaro (Columbia, CQ 3086)
- 1955 – Stornelli napoletani (P.te 1.a)/Stornelli napoletani (P.te 2.a) (Columbia, CQ 3087)
- 1955 – Chesto si tu!/Fenesta senza sole (Columbia, CQ 3108)
- 1955 – T'è piaciuta/Io tenevo 'na 'nnammurata (Columbia, CQ 3109)
- 1955 – Acqua 'e surgente/Puntillo d'oro (Columbia, CQ 3110)
- 1955 – Va te cocca!/Che m'hè fatto, Marì... (Columbia, CQ 3111)
- 1955 – 'O nfinfero/Pret' e zucchero (Columbia, CQ 3112)
- 1955 – L'arte 'e Michelasso/L'urdemo treno (Columbia, CQ 3133)
- 1955 – Mandulinata a Surriento/Surriento d' 'e nnammurate (Columbia, CQ 3190)
- 1956 – Granada/Manuela (Columbia, CQ 3222)
- 1956 – Manname 'nu raggio 'e sole/'E rrose d' 'o core (Columbia, CQ 3248)
- 1956 – Te voglio fa vasà/Tre rose rosse (Columbia, CQ 3249)
- 1956 – Passione amara/Suspiranno 'na canzone (Columbia, CQ 3250)
- 1956 – Dincello tu/Luna 'nnammurata (Columbia, CQ 3252)
- 1956 – Pota... po/Maggio senza rose (Columbia, CQ 3253; lato A con Pina Lamara)
- 1956 – Guaglione/Zitto zitto... doce doce (Columbia, CQ 3273)
- 1956 – Pe' sunnà/'O russo e 'a rossa (Columbia, CQ 3276; lato A con Pina Lamara)
- 1957 – Napule sole mio/L'ultimo raggio 'e luna (Columbia, CQ 3397)
- 1957 – Serenatella 'e maggio/Stellamarina (Columbia, CQ 3398)
- 1957 – Ciento lire e 'na canzone/Ddoie chitarre (Columbia, CQ 3433)
- 1957 – E rrose 'e mamma mia/Femmena 'e lusso (Columbia, CQ 3434)
- 1957 – 'O lupo/Pirulì pirulà (Columbia, CQ 3437)
- 1957 – Margaretella/Masto 'e forgia (Columbia, CQ 3438)
- 1957 – Guappetiello 'e tutte 'e sere/Cchiù bella d' 'e rrose (Columbia, CQ 3440)
- 1957 – Doppo Pasca... viene me pesca/Cchiù d' 'o sole (Columbia, CQ 3442)
- 1957 – Io quanno dico sette/E rrose 'e mamma mia (Columbia, CQ 3454)
- 1957 – Trapanarella/Scalella 'e seta (Columbia, CQ 3460)
- 1957 – 'A sunnambula/Luna busciarda (Columbia, CQ 3461)
- 1957 – Bello scicco 'e cantatore/Cuzzechè (Columbia, CQ 3462)
- 1957 – Chella teneva 'o ppepe!/Serenata pe' ce spassà (Columbia, CQ 3463)
- 1957 – 'A sciasciona/Doce e amaro (Columbia, CQ 3464)
- 1958 – Amare un'altra/Se tornassi tu (Columbia, CQ 3491)
- 1958 – Nozze d'oro/Fantastica (Columbia, CQ 3492)
- 1958 – Vurria.../Chiove a zeffunno (Columbia, CQ 3511)
- 1959 – Padrone d''o mare/Scurdammoce 'e cose d''o munno (Columbia, CQ 3541)
- 1959 – Stella furastiera/Passiuncella (Columbia, CQ 3542)
- 1960 - Napule bello/Torna (Columbia, SCMQ 1411)
- 1960 – 'O sole mio/Core 'ngrato (Catarì Catarì) (Columbia, SCMQ 1412)
- 1960 – Malavicina/Carcerato (Columbia, SCMQ 1414)
- 1961 – 'I te vurria vasà.../Te voglio bene assaie (Columbia, SCMQ 1492)
- 1961 – N'ata dummeneca/Comme cantava Napule (Arcobaleno, QCN 1014)
- 1961 – Comme cantava Napule/Cuntrora (Arcobaleno, QCN 1016)
- 1961 – Cunto 'e lampare/N'ata dummeneca (Arcobaleno, QCN 1017)
- 1961 – 'O passato/'O tuono 'e marzo (Arcobaleno, QCN 1021)
- 1969 – 'St'ammore/Lassame na speranza (SDM, S.D. 1101)
- 1981 – Cara Maria/Stralunatella (Sintesi 3000, FDM 503)

### EP
- 1958 – Piedigrotta 1958 (Columbia, SEMQ 103)

## Filmografia

### Attore
- Dramma sul Tevere, regia di Tanio Boccia (1952)
- Dieci canzoni d'amore da salvare, regia di Flavio Calzavara (1953)
- Napoli è sempre Napoli, regia di Armando Fizzarotti (1954)
- La rossa, regia di Luigi Capuano (1955)
- Cerasella, regia di Raffaello Matarazzo (1959)
- Sedia elettrica, regia di Demofilo Fidani (1969)
- ...e vennero in quattro per uccidere Sartana!, regia di Demofilo Fidani (1969)
- Yellow - Le cugine, regia di Gianfranco Baldanello (1969)
- Armida, il dramma di una sposa, regia di Bruno Mattei (1970)
- Scansati... a Trinità arriva Eldorado, regia di Joe D'Amato (1972)
- La legge della Camorra, regia di Demofilo Fidani (1973)
- Profumo di donna, regia di Dino Risi (1974)

### Colonne sonore
- Catene, regia di Raffaello Matarazzo (1949)
- Un turco napoletano, regia di Mario Mattoli (1953)
- 'Na sera 'e maggio, regia di Giorgio Pàstina (1955)

## Doppiatori italiani
- Cesare Barbetti in Sedia elettrica
- Dario Penne in ...e vennero in quattro per uccidere Sartana!
- Sandro Iovino in La legge della Camorra
- Giacomo Furia in Profumo di donna